# Руджери, Энрико
Энрико Руджери (итал. Enrico Ruggeri; род. 5 июня 1957, Милан) — итальянский певец, писатель, телеведущий. Дважды побеждал на Фестивале Сан-Ремо.

## Биография
В 1972 году в 15 лет создает свой первый ансамбль Marmellata Friend, который в 1974 году со вступлением Сильвио Капеччи трансформируется в Champagne Molotov. В 1977 году, после слияния «Champagne Molotov» и группы «Trifoglio», образовалась группа Decibel, с которыми в 1978 году он записывает первый альбом.
В 1981 году Энрико приступает к сольной карьере, при помощи Сильвио Криппы, который стал его постоянным продюсером, и кладет начало многолетнему сотрудничеству с гитаристом Луиджи Скьявоне. Так возникает альбом «Champagne Molotov», вышедший на фирме звукозаписи SIF, который не получил ожидаемого успеха. В этот период Руджери работает также как автор песен с некоторыми поп-певцами: Дианой Эст (пишет тексты для двух ее первых синглов: Tenax (1982) и Le Louvre(1983)), Дэном Харроу, Jock Hattle, Albert One.
В 1984 году Руджери возвращается на фестиваль Сан-Ремо с другим синглом — «Nuovo Swing». Дальше идет альбом «Presente», которая участвует в Фестивальбаре.
Кульминацией успеха становится вторая победа на фестивале Сан-Ремо 1993 года с рок-песней «Mistero». После этого идет альбом «La giostra della memoria», где происходит экспериментирование с формой смешанного альбома, в него входят старые песни, неопубликованные, написанные для других исполнителей и концертные варианты, среди которых несколько неопубликованных. В том же 1993 году участвует в конкурсе «Евровидение» с песней «Sole d'Europa», занимая 12-е место.